# Stemmaphora viola
Stemmaphora viola är en fjärilsart som beskrevs av Otto Staudinger 1888. Stemmaphora viola ingår i släktet Stemmaphora och familjen nattflyn. Inga underarter finns listade i Catalogue of Life.